# دراگوتین چلیچ
دراگوتین چلیچ (کرواتی: Dragutin Čelić؛ زادهٔ ۱۹ اوت ۱۹۶۲) بازیکن فوتبال اهل کرواسی بود.
از باشگاه‌هایی که در آن بازی کرده‌است می‌توان به باشگاه فوتبال کارل زایس ینا، باشگاه فوتبال هایدوک اسپلیت، باشگاه فوتبال هرتابرلین، و باشگاه فوتبال اسپلیت اشاره کرد.
وی همچنین در تیم‌های ملی فوتبال کرواسی، و کرواسی، بازی کرده‌است.